# 石川県道163号瀬領粟津線
石川県道163号瀬領粟津線（いしかわけんどう163ごう せりょうあわづせん）とは、石川県小松市内にある一般県道（石川県道）である。

## 概要
- 起点：石川県小松市瀬領町丙16番1地先（＝石川県道161号大杉長谷線交点）
- 終点：石川県小松市井口町ホ64番1地先（＝粟津温泉北口交差点・石川県道11号小松山中線交点）

起点より北西に進み、上り江町の突き当たりで左に折れ、西へ進む。一山越えると終点に着く。

## 歴史
- 1960年（昭和35年）10月15日：路線認定。

## 接続道路
- 石川県道161号大杉長谷線（小松市瀬領町：起点）
- 石川県道11号小松山中線（同市井口町・粟津温泉北口交差点：終点）

## 通過する自治体
- 石川県
  - 小松市